# Список умерших в 1037 году

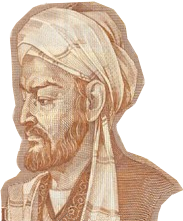
Ибн Сина

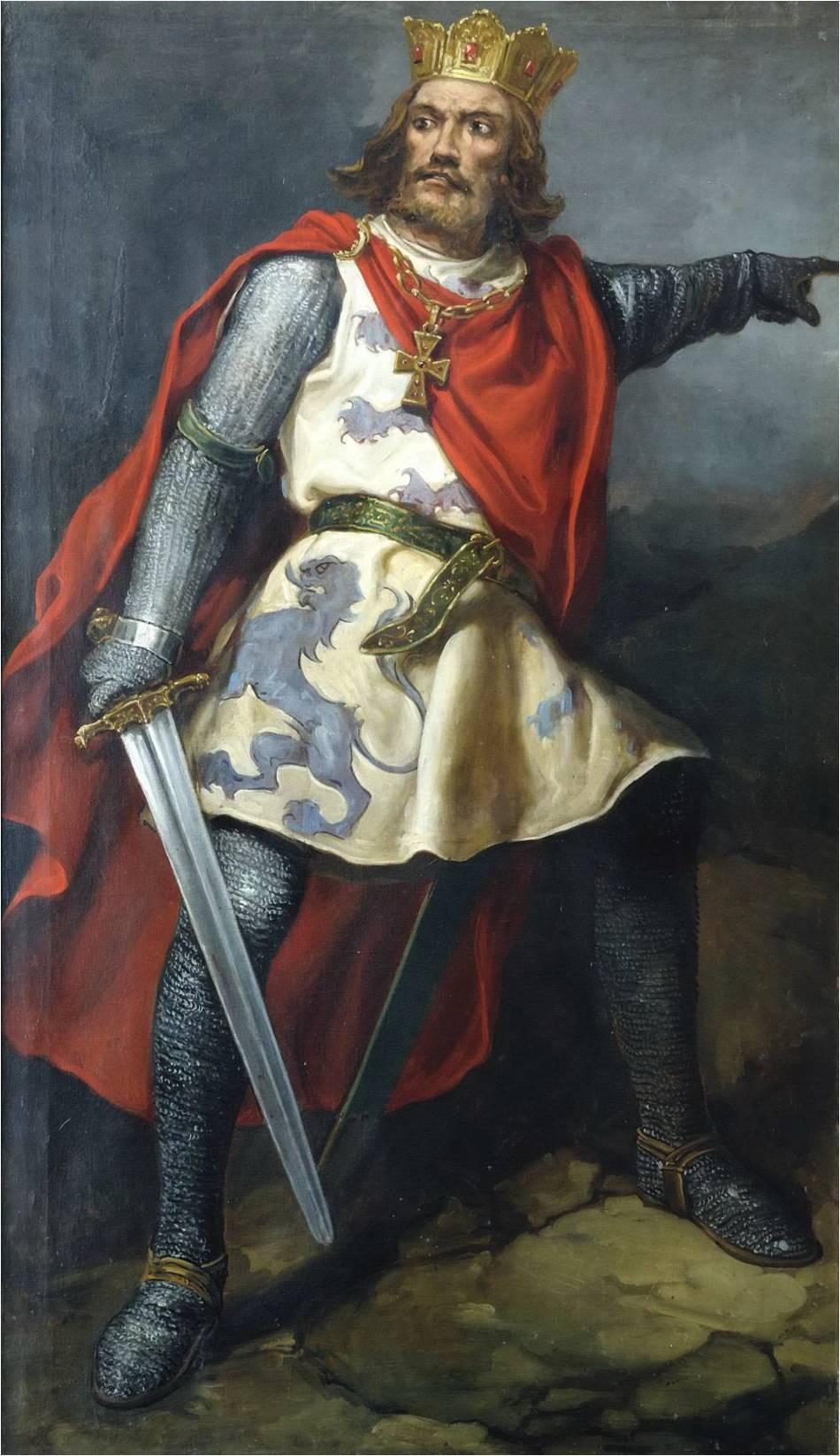
Бермудо III

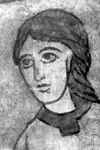
Болеслав III Рыжий

В этой статье представлен список известных людей, умерших в 1037 году.
См. также: Категория:Умершие в 1037 году

## Июнь
- 18 июня — Ибн Сина (Авиценна) — средневековый учёный, философ и врач, представитель восточного аристотелизма

## Август
- 31 августа — Гуго Бургундский[нем.] — епископ Лозанны (1018—1037)

## Сентябрь
- 4 сентября — Бермудо III — король Леона с 1020 года.
- Гильом III Тайлефер — граф Тулузы, маркиз Готии (972/979—1037)

## Ноябрь
- 15 ноября — Эд II де Блуа — граф Блуа, Шартра, Шатодена, Провена и Тура с 1004 года, граф Реймса (1004—1023), граф Труа и Мо (как Эд I) с 1022 года.

## Декабрь
- 5 декабря — Регинард[нем.] — князь-епископ Льежа (1025—1037)
- 15 декабря — Манассия Лысый — первый граф Даммартен (1028—1037)

## Дата неизвестна или требует уточнения
- Болеслав III Рыжий — князь Чешский (999—1002, 1003)
- Вазул — правитель Нитранского княжества из династии Арпадов (ок. 976/978—1037), кандидат на венгерский трон
- Гильом III — граф и маркиз Прованса (1014/1015—1037)
- Ибн Тахир аль-Багдади — арабский математик из Багдада
- Иоанн Дебарский — первый архиепископ Охрида с 1018 года.
- Роберт Датчанин — архиепископ Руана с 989 года, граф Эврё с 996 года.
- Фаррухи — персидско-таджикский поэт